# Mordheim
Mordheim és un joc de guerra de tauler (o wargame) ambientat en el món de Warhammer, produït per Jocs d'especialista (Una divisió de Games Workshop). És un joc d'escaramusses amb miniatures basat en el joc de Warhammer, però a una escala menor amb només un grapat de miniatures per bàndol (similar a Warbands) i amb terreny per a representar la ciutat destruïda de "Mordheim, la Ciutat dels Condemnats". El joc és a Warhammer el que Necromunda és a Warhammer 40.000.
Mordheim ha estat desenvolupat principalment pel finès Tuomas Pirinen, antic treballador de Games Workshop.

## Estat del Joc
Com a Joc d'Especialista, Mordheim rep un limitat suport oficial, tant a nivell de creació de models, com de retocs/actualitzacions de regles. Suggeriments preliminars per a regles oficials foren publicades en 2006, malgrat tot, accions oficials en suport del joc continuen sense existir.
Al Setembre del 2007, un dels majors fans va descriure l'estat del joc com a "Abatut, però no atordit" a un article escrit per al major E-Zine de Mordheim, anomenat "Letters of the Damned" (Cartes dels Condemnats). Malgrat aquestes roïnes circumstàncies, Mordheim continua gaudint de seguidors per gairebé tot el món Occidental amb fans treballant per compilar tot el material, difícil de trobar, publicat entre 1998 i el 2006, expandint les regles i escrivint informes d'assumpte d'interès general per al joc.
Al Febrer del 2008, Games Workshop va modificar l'índex de venda per correu, llevant nombrosos Models de Mordheim de la botiga online. Com que les miniatures per Mordheim ja es redueixen a "comanda per correu" de manera efectiva significa que les miniatures específiques de Mordheim ja no hi són disponibles.